# Igreja de Nossa Senhora do Rosário dos Homens Pretos (Olinda)
A Igreja de Nossa Senhora do Rosário dos Homens Pretos é um templo católico da cidade de Olinda, em Pernambuco, no Brasil. Trata-se da primeira igreja do país pertencente a uma irmandade de negros.

## História
As referências relativas à existência da Irmandade dos Homens Pretos de Olinda datam de meados do século XVI, sendo a Igreja de Nossa Senhora do Rosário dos Pretos bem documentada a partir de 1627.
Em sua volta eram realizadas as congadas, em uma tentativa de resgatar as festas religiosas africanas.